# PC Joker
PC Joker est un magazine allemand de jeu vidéo, publié entre 1991 et 2004.

## Histoire
Le premier numéro du PC Joker paraît dans l'édition de novembre-décembre 1991. En 1992, le magazine est publié à un rythme bimensuel, puis à partir de 1993 à raison de 10 numéros par an. Pendant les mois d'été, il y avait à chaque fois deux numéros doubles. Enfin, à partir de 1997, 12 numéros sont produits par an. En 1995, deux numéros du magazine sont saisis et détruits par le parquet de Munich pour cause de publicité pour des jeux indexés, ce qui entraîne une perte à cinq chiffres. 
Bien que le no 2/2001 n'ait jamais été terminé et imprimé, un document PDF de 15 pages contenant du matériel déjà terminé mais jamais publié, issu des archives de l'ancien rédacteur du Joker Paul Kautz, circule sur Internet à partir de mai 2008 sous le titre Der wirklich letzte PC Joker. Il s'agissait notamment de la couverture, de tests de jeux (Counter-Strike 1.0, Quake 3 Team Arena, Adlertag : Die Luftschlacht um England, Chicken Run) ainsi que de la bande dessinée Ghost intitulée Ghost Activities, dont il n'existe que deux exemplaires imprimés. De plus, les articles présentent parfois encore des corrections manuscrites de Paul Kautz qui auraient dû être réalisées avant l'impression.
À partir de l'édition de juillet/août 1994, le PC Joker contenait un supplément, le Multimedia Joker, qui s'occupe du marché des consoles. Huit numéros du Multimedia Joker sont intégrés au PC Joker. En avril 1995, le no 5/6 est le premier numéro indépendant. Mais après sept numéros, l'édition indépendante est abandonnée. Deux numéros du magazine sont saisis pour cause de publicité pour des jeux indexés par le BPjS.